# Sadie Alexander

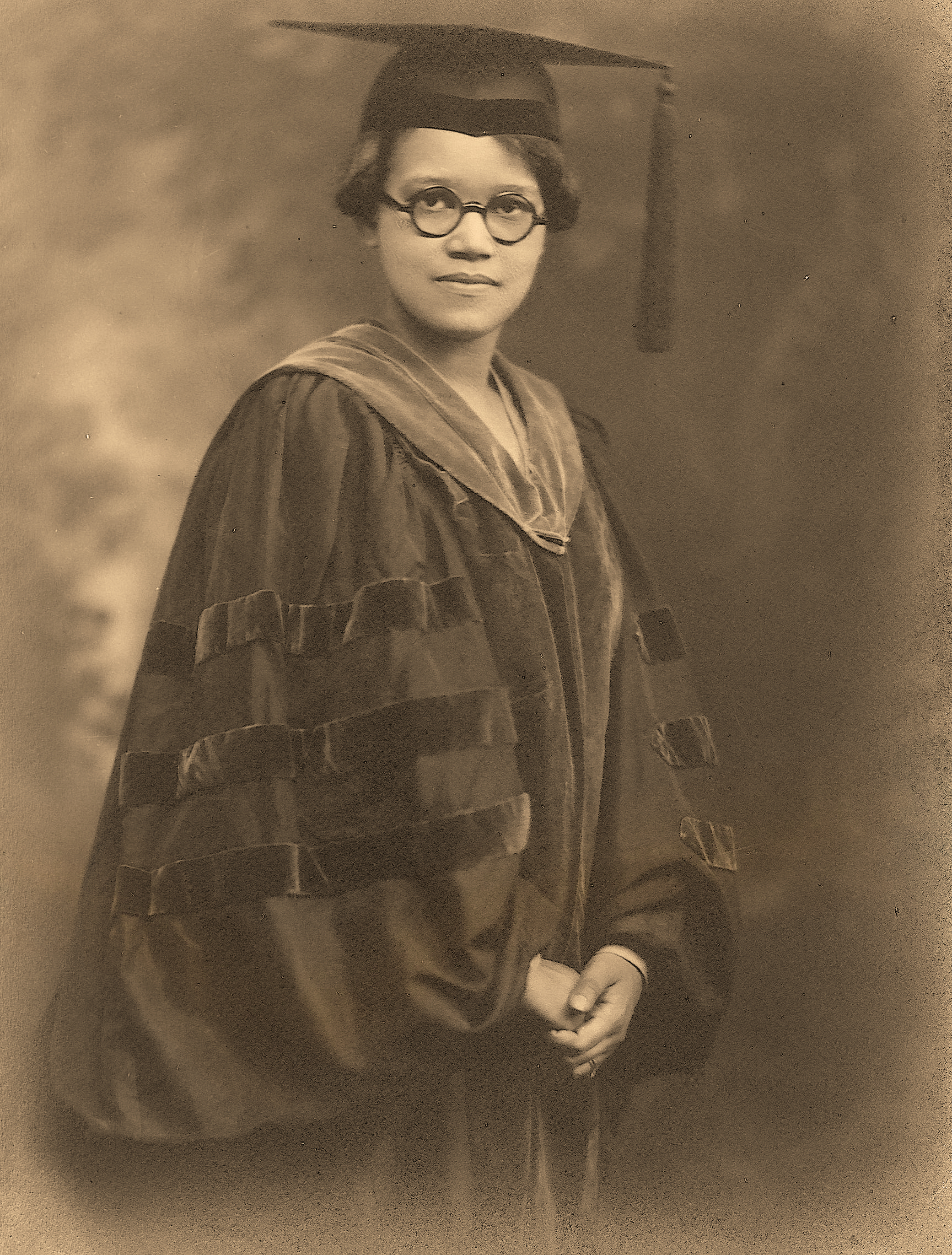
Sadie Tanner Mossell Alexander bei der Verleihung des Ph.D. durch die University of Pennsylvania (Juni 1921)

Sadie Tanner Mossell Alexander (* 3. Januar 1898 in Philadelphia, Pennsylvania; † 1. November 1989 ebenda) war eine US-amerikanische Wirtschaftswissenschaftlerin und Rechtsanwältin. Sie war die erste afroamerikanische Frau, die in Wirtschaftswissenschaften zum Doctor of Philosophy (Ph.D.) promovierte, und eine der ersten drei afroamerikanischen Frauen, die in den Vereinigten Staaten überhaupt promoviert wurden.

## Leben

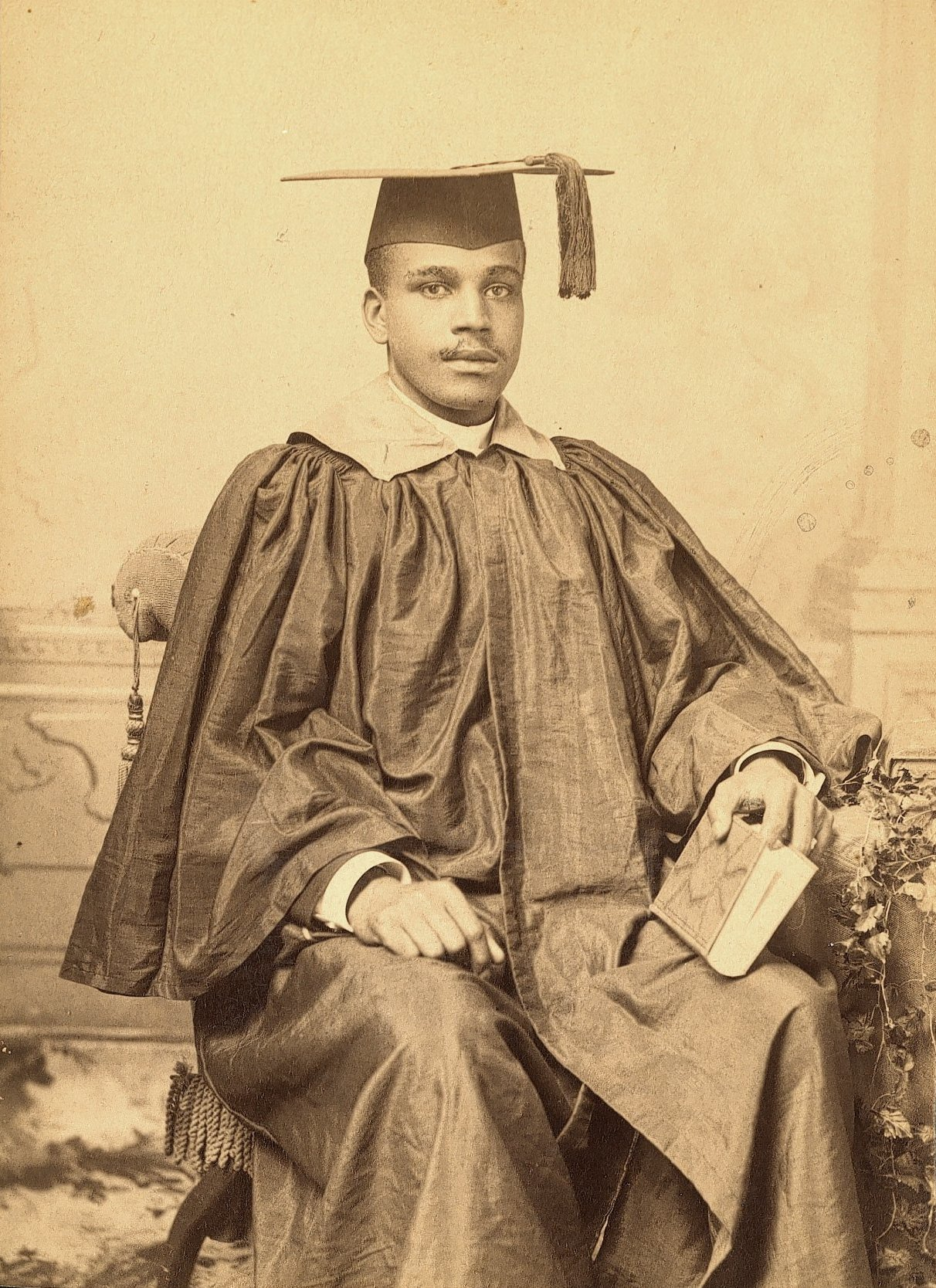
Ihr Vater Aaron Albert Mossell (1863–1951) war Anwalt und 1888 erster schwarzer Absolvent der juristischen Fakultät (Law School) der University of Pennsylvania.

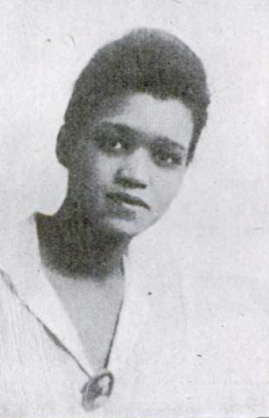
Sadie Tanner Mossell (1918)

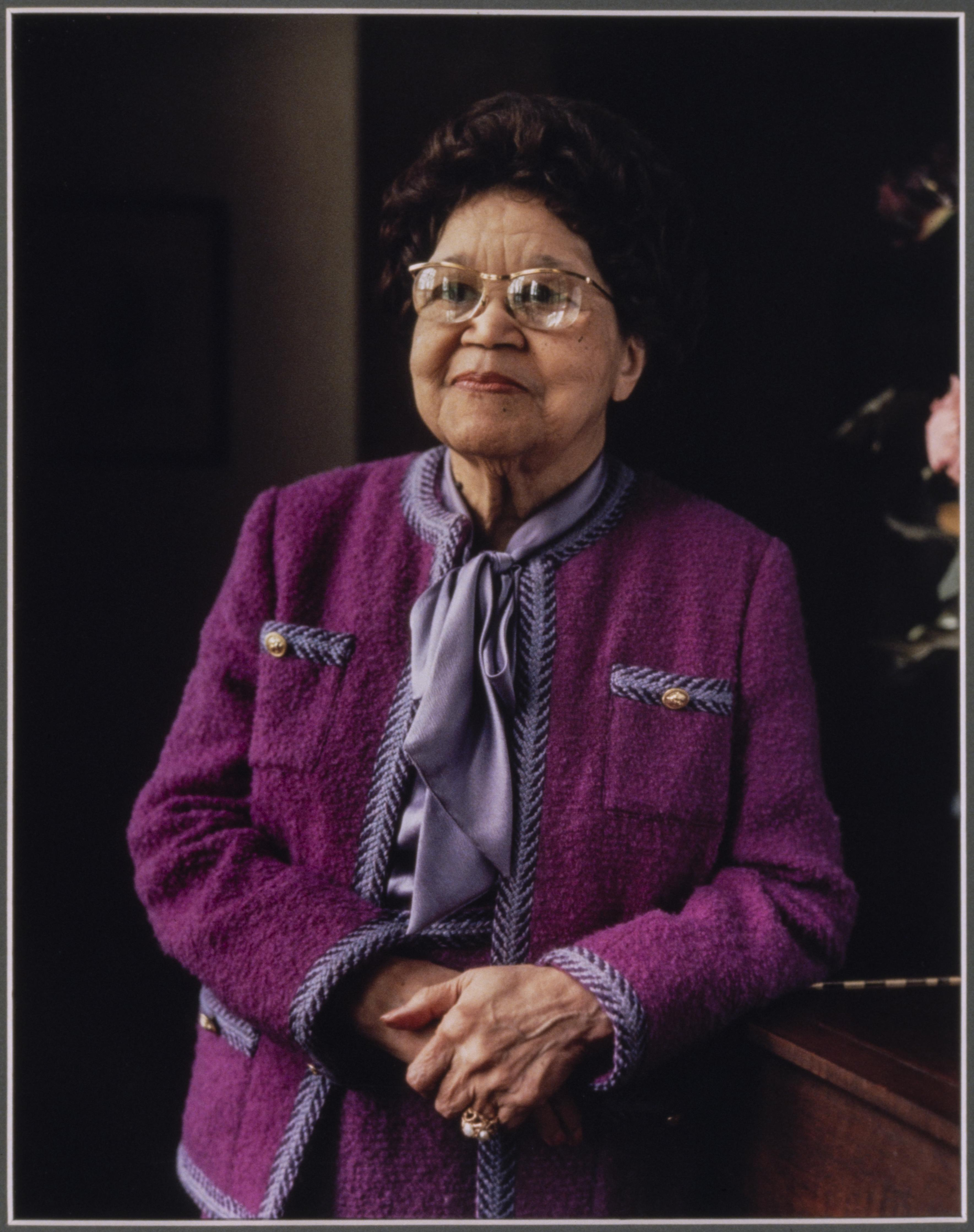
Sadie Alexander (1982)

Die als Sadie Tanner Mossell geborene Sadie Tanner Mossell Alexander war das jüngste von drei Kindern von Aaron Albert Mossell (1863–1951), einem Anwalt und 1888 ersten schwarzen Absolventen der juristischen Fakultät (Law School) der University of Pennsylvania, und Mary Tanner Mossell (1868–1934), deren Vater Benjamin Tucker Tanner (1835–1923) Bischof der African Methodist Episcopal Church (AME) war. Ihre älteren Geschwister waren Elizabeth M. Mossell Anderson (1892–1975), die zwischen 1940 und 1965 als Dekanin für Frauen am Central State College in Wilberforce fungierte, und Aaron A. Mossell (1893–1959). Ihr Vater verließ die Familie jedoch, als sie noch ein junges Mädchen war, und sie wurde von ihrer Mutter mit Hilfe von Verwandten großgezogen. Sie begann ein Studium der Wirtschaftswissenschaften an der University of Pennsylvania und schloss dieses 1918 mit einem Bachelor of Science (B.S. Economy) sowie 1919 mit einem Master of Arts (M.A. Economy) ab. 1921 erwarb sie schließlich dort einen Doctor of Philosophy (Ph.D. in Economy). Sie war damit erste afroamerikanische Frau, die in Wirtschaftswissenschaften promovierte, und eine der ersten drei afroamerikanischen Frauen, die in den Vereinigten Staaten überhaupt promoviert wurden. Ihre Dissertation mit dem Titel The Standard of Living Among One Hundred Negro Migrant Families in Philadelphia war eine umfassende soziale Untersuchung, die die Ausgabenmuster afroamerikanischer Migrantenfamilien, die neu aus dem Süden kamen, von 1916 bis 1918 untersuchte. Die Arbeit basierte auf Interviews in Philadelphias Twenty-ninth Ward, einem der Ortsteile der Stadt. In ihrer Studie, die im November 1921 in The Annals of the American Academy of Political and Social Sciences veröffentlicht wurde, achtete sie auf innerrassische Klassenunterschiede und schlug vor, dass die schwarze Mittelschicht, einschließlich Kirchenführern und Fachleuten, für die Masse der Schwarzen als Beispiel für Sparsamkeit und Anstand dienen sollte. In einem Artikel aus dem Jahr 1930, Negro Women in Our Economic Life, der für das Opportunity-Magazin der Bürgerrechtsbewegung National Urban League (NUL) erschien, erweiterte sie die Diskussion, indem sie schrieb, dass schwarze Frauen eine wichtige Rolle in der Gemeinschaft zu spielen hätten und dass ihr Eheleben und das Leben ihrer Kinder sich verbessern würden, wenn sie sich in Industrie und Wirtschaft engagieren würden. Sie riet schwarzen Frauen, Waren zu produzieren, die einen „Preiswert“ (price value) hätten, anstatt Hausfrauen und Verbraucher zu bleiben, die als nicht zum Wirtschaftsleben ihrer Familien beitragend angesehen würden. Ihr frühes Interesse an der Rolle afroamerikanischer Frauen in der größeren Gemeinschaft wird weiter durch die Tatsache belegt, dass sie von 1919 bis 1923 als erste nationale Präsidentin von Delta Sigma Theta (ΔΣΘ), einer schwarzen Schwesternschaft und öffentlichen Organisation, fungierte. Später war sie emeritierte Präsidentin von ΔΣΘ.
Als Afroamerikanerin hatte Sadie Alexander nach ihrer Promotion Schwierigkeiten, eine passende Anstellung in einem wirtschaftswissenschaftlichen Bereich zu finden. Aber mit ihrem Nebenfach in Versicherungswesen und Versicherungsmathematik ging sie nach Durham, der „Hauptstadt der schwarzen Mittelklasse“ (Capital of the Black Middle Class), und wurde von 1921 bis 1923 stellvertretende Aktuarin bei der von Schwarzen geführten North Carolina Mutual Life Insurance Company. 1923 heiratete sie in Philadelphia Raymond Pace Alexander (1897–1974), einen Wirtschaftskollegen und Absolventen der Harvard Law School, der juristischen Fakultät der Harvard University. Aus dieser Ehe gingen die zwei Töchter hervor. Im Jahr nach ihrer Heirat nahm sie 1924 ebenfalls ein Studium an der Law School der University of Pennsylvania auf, wo sie in die Redaktion der Law Review berufen wurde. 1925 waren sie und ihr Ehemann maßgeblich an der Gründung der National Bar Association (NBA) beteiligt, der Vereinigung schwarzer Anwälte. Raymond Pace Alexander war einer ihrer ersten Präsidenten. 1927 wurde sie die erste schwarze Absolventin der juristischen Fakultät und später in diesem Jahr die erste schwarze Frau, die als Rechtsanwältin von der Pennsylvania Bar Association in Pennsylvania zugelassen wurde. Nach dem Studium gründeten sie und ihr Mann gemeinsam eine Anwaltskanzlei, in der sie sich auf Familien- und Erbrecht spezialisierte. In den späten 1920er und in den 1930er Jahren diente sie als erste Afroamerikanerin von 1928 bis 1930 sowie erneut zwischen 1934 und 1938 als Assistant City Solicitor von Philadelphia. Während dieser Zeit wurden sie und ihr Ehemann auch als Bürgerrechtler und für ihren Einsatz für Menschenrechte bekannt. Sie entwarfen Gesetze, einschließlich des Pennsylvania Public Accommodations Act von 1935, um Beschränkungen für afroamerikanischer Menschen in Restaurants, Hotels und Theater in Philadelphia aufzuheben, und reichten Gerichtsverfahren ein, um die Durchsetzung dieser Gesetze zu prüfen.
Sadie Alexander schrieb im Juli 1941 mit Women as Practitioners of Law in the Untied States einen der ersten Artikel für das National Bar Journal der NBA und war von 1943 bis 1947 die nationale Sekretärin der Organisation Philadelphias Home Rule Charter, die die Bildung der Philadelphia Commission on Human Relations vorschrieb. Anschließend war sie Vorstandsmitglied und zeitweise auch Vorsitzende dieser städtischen Kommission für menschliche Beziehungen. 1946 berief US-Präsident Harry S. Truman Sadie Alexander in den Ausschuss für Bürgerrechte des Präsidenten (President’s Committee on Civil Rights), und sie trug zu dessen Abschlussbericht To Secure These Rights bei, der nach einer Reihe öffentlicher Anhörungen 1947 veröffentlicht wurde. Der President’s Committee on Civil Rights unter dem Vorsitz des Wirtschaftsmanagers Charles Edward Wilson gehörten neben ihr Persönlichkeiten wie Frank Porter Graham, Francis P. Matthews und Franklin Delano Roosevelt, Jr. an. Nachdem ihr Mann 1959 zum Richter am Stadtgericht von Philadelphia berufen worden war, führte sie zwischen 1959 und 1976 eine Einzelkanzlei in den Bereichen häusliche Beziehungen, Adoption und Jugendfürsorge. 1963 ernannte Präsident John F. Kennedy sie zum Mitglied des Anwaltskomitees für Bürgerrechte und Recht (Lawyer’s Committee for Civil Rights and Law). 1976 trat sie in die Anwaltskanzlei Atkinson, Myers and Archie in Philadelphia ein, wo sie bis zu ihrer Pensionierung 1982 blieb. US-Präsident Jimmy Carter ernannte sie schließlich 1979 zur Vorsitzenden der Konferenz des Weißen Hauses zum Thema Altern (White House Conference on Aging).
Darüber hinaus diente Alexander mehr als 25 Jahre lang als Mitglied im Vorstand der National Urban League und war Mitglied des Nationalen Beratungsgremiums der American Civil Liberties Union (ACLU) und im Vorstand des Philadelphia Chapter der ACLU. Sie war sowohl als Intellektuelle als auch als Aktivistin von Bedeutung. Als Pionierin der Sozialforschung wurde sie die erste Afroamerikanerin, die eine Vielzahl von persönlichen und beruflichen Auszeichnungen erlangte. Sie war ein prominentes Mitglied der schwarzen Mittelschicht mit einer Vision von der Rolle, die sie spielen muss, sowie von der Rolle, die Frauen, die außerhalb des Hauses arbeiten, in der größeren afroamerikanischen Gemeinschaft spielen müssen. Sie wurde nicht nur für ihre Arbeit in Philadelphia, sondern auch auf nationaler Ebene anerkannt, was dadurch deutlich wird, dass drei amerikanische Präsidenten ihren Rat suchten. Sie wurde von der akademischen Gemeinschaft anerkannt und erhielt eine Reihe von Ehrentiteln. 1980 erhielt sie den Distinguished Service Award der University of Pennsylvania und 1987 benannte die Anwaltskammer von Philadelphia ihr zu Ehren ihr öffentliches Dienstleistungszentrum.

## Veröffentlichung
- The standard of living among one hundred negro migrant families in Philadelphia, Dissertation, University of Philadelphia, 1921
- A study of the Negro tuberculosis problem in Philadelphia, Philadelphia, Henry Phipps Institute, 1923
- Democracy, Race, and Justice. The Speeches and Writings of Sadie T. M. Alexander, 2021, ISBN 978-0-300-24670-4 (Onlineversion)

## Hintergrundliteratur
- Marcia Greenlee: Interview with Dr. Sadie T. M. Alexander, in: The Black Women Oral History Project, S. 70–85, Band 2, 1991
- Julianne Malveaux: Missed Opportunity: Sadie Tanner Mossell Alexander and the Economics Profession, in: American Economic Review 81, S. 307–310, Mai 1991
- Theresa Snyder: Sadie Alexander, in: Jessie Carney Smith (Hrsg.): Notable Black American Women, 1991
- V. P. Franklin: Sadie Tanner Mossell Alexander, in: Darlene Clark Hine (Hrsg.): Black Women in America: An Historical Encyclopedia, Band 1, 1993
- J. Clay Smith, Jr.: Emancipation. The Making of the Black Lawyer, 1844–1944, 1999, ISBN 978-0-8122-1685-1 (Onlineversion)
- Sister Circle. Black Women and Work, Black Women and Work Collective, 2002, ISBN 978-0-8135-3061-1 (Onlineversion)
- Susan Ware, Stacy Lorraine Braukman: Notable American Women. A Biographical Dictionary Completing the Twentieth Century, S. 18 f., 2004 (Onlineversion)
- African American Lives, 2004, ISBN 978-0-19-988286-1 (Onlineversion)
- Building Bridges for Women of Color in Higher Education. A Practical Guide for Success, 2004, ISBN 978-0-7618-2785-6 (Onlineversion)
- African American Fraternities and Sororities.The Legacy and the Vision, 2012, ISBN 978-0-8131-4073-5 (Onlineversion)
- The Black Women Oral History Project, Band 1, 2013, ISBN 978-3-11-097391-4 (Onlineversion)
- Walter Palmer: The Philadelphia Civil Rights Activists and Community Advocates, 1950–2000, 2021, ISBN 978-1-66553-874-9 (Onlineversion)